# Lijst van rivieren in Egypte

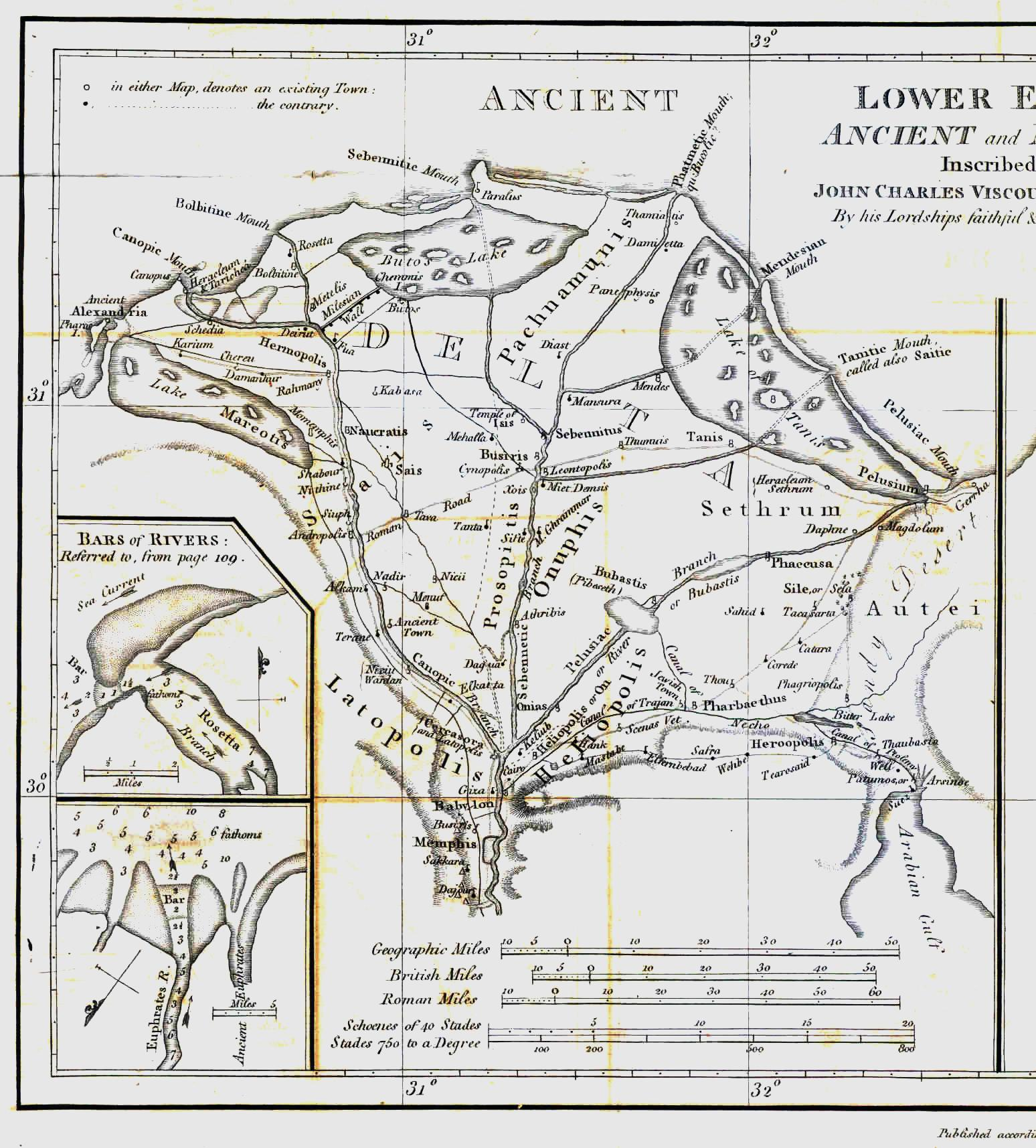
De Nijldelta ten tijde van Herodotus, naar James Rennell (1800). Twee aftakkingen bestaan nog: de Damietta (de vroegere Phatnitic, in het oosten) en de Rashid (de vroegere Canopic, in het westen).

Dit is een lijst van rivieren in Egypte. 

## Nijl
De Nijl is de enige rivier in Egypte die gedurende het hele jaar stroomt. In Egypte heeft de Nijl geen zijrivieren die het hele jaar water aanvoeren. Wel heeft de Nijl in Egypte een aantal zijtakken in de vorm van, gewoonlijk droge, wadi's, die de Arabische Woestijn doorsnijden. De wadi's voeren overtollig regenwater af van de bergen langs de Rode Zeekust van Egypte, hoewel het maar zelden voorkomt dat dit water tot aan de Nijl stroomt. De drie belangrijkste wadi's zijn:
- Wadi Abbad (oppervlak drainagebekken 7000 km²)
- Wadi Shait (lengte 200 km, oppervlak drainagebekken 10.000 km²)
- Wadi El-Kharit (lengte 260 km, oppervlak drainagebekken 23.000 km²)

In de Nijldelta, splitst de rivier zich in een aantal aftakkingen en kleinere kanalen. Vroeger waren er zeven aftakkingen in de Nijldelta, waarvan er twee zijn overgebleven: de Damietta (of Damyat) en de Rosetta (of Rashid). De overige aftakkingen zijn dichtgeslibd of afgesloten in het kader van waterbeheersingsprogramma's; van oost naar west waren het de volgende aftakkingen:
- Tanitic
- Mendesian
- Phatnitic (nu Damietta of Damyat genaamd)
- Sebennytic
- Bolbitinic
- Canopic (nu Rosetta of Rashid genaamd)

## Sinaï
De Sinaï heeft geen rivieren, maar wel een aantal wadi's, waaronder Wadi Mukattab ("Het dal der inscripties") en Wadi Feiran (geassocieerd met het Bijbelse Refidim).